# Gōtsu
Gōtsu (江津市, Gōtsu-shi) est une ville située dans la préfecture de Shimane, au Japon.

## Géographie

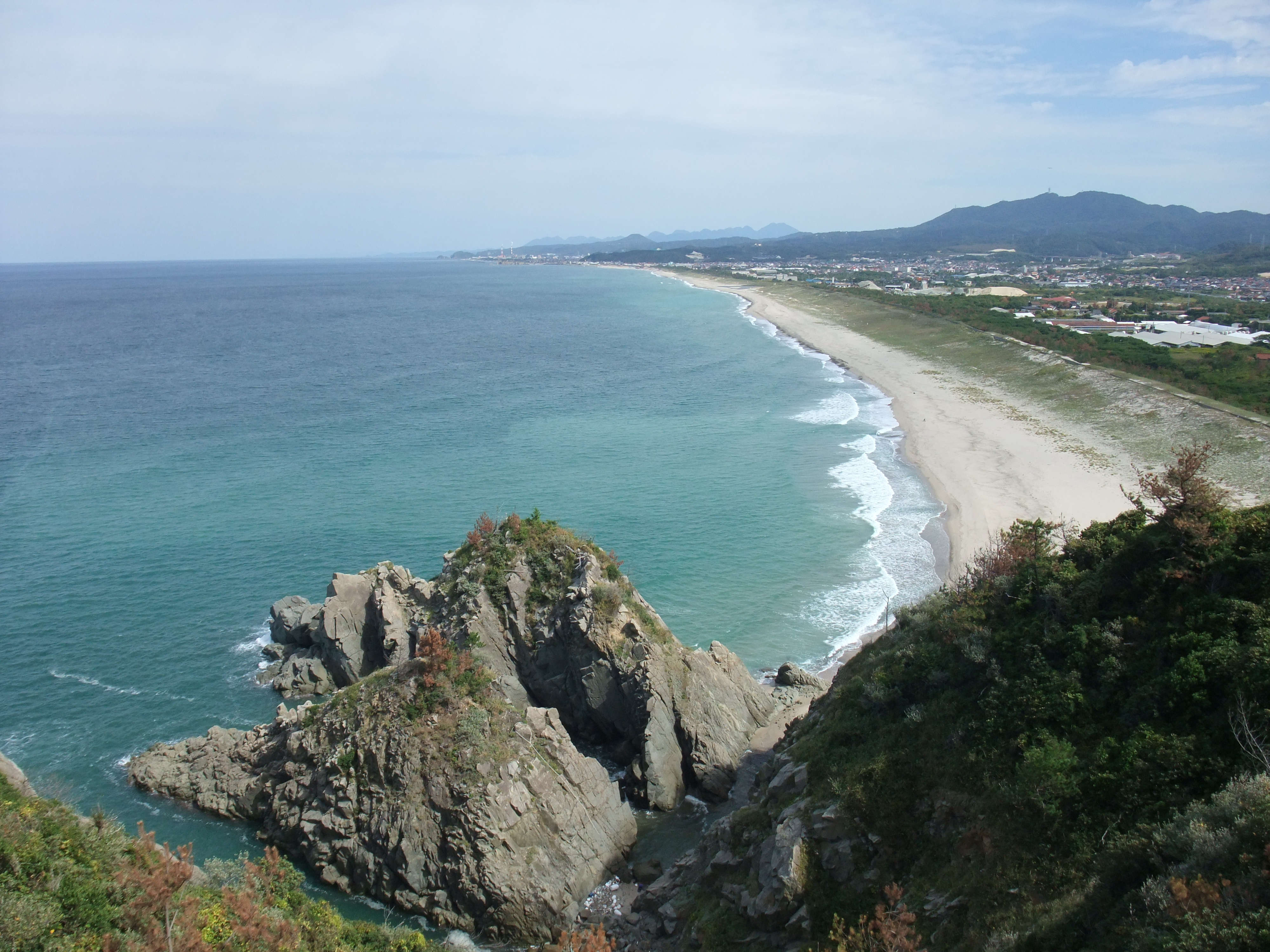
Bord de mer à Gōtsu.

### Situation
Gōtsu est située dans le centre de la préfecture de Shimane.

### Municipalités limitrophes
| mer du Japon | mer du Japon | Ōda      |
| mer du Japon | Gōtsu        | Kawamoto |
| Hamada       | Hamada       | Ōnan     |

### Démographie
En janvier 2021, la population était de 22 978 habitants, répartis sur une superficie de 268,24 km2. 

### Hydrographie
Gōtsu est située à l'embouchure du fleuve Gōno qui se jette dans la mer du Japon.

## Histoire
En 1954, Gōtsu reçoit le statut de ville.
En 2004, le bourg de Sakurae est incorporé dans la municipalité.

## Transports
Gōtsu est desservie par la ligne principale Sanin de la JR West. La gare de Gōtsu est la principale gare de la ville.

## Jumelage
- Corona (États-Unis)

## Personnalités liées à la ville
- Masashi Tanaka (né en 1962), mangaka
- Keiichi Nanba (né en 1957), comédien de doublage
- Takamasa Yoshizaka (1917-1980), architecte, concepteur de l'hôtel de ville de Gōtsu